# 汤玉玮
汤玉玮（1914年—1987年），男，江苏南通人，中国植物生理学家，曾任中国科学院上海植物生理研究所研究员、博士生导师。